# Пішкінць
Пішкінць, Пішкінці (рум. Pișchinți) — село у повіті Хунедоара в Румунії. Входить до складу комуни Ромос.
Село розташоване на відстані 270 км на північний захід від Бухареста, 30 км на схід від Деви, 102 км на південь від Клуж-Напоки.

## Населення
За даними перепису населення 2002 року у селі проживали 235 осіб, з них 232 особи (98,7%) румунів. Рідною мовою 234 особи (99,6%) назвали румунську.